# 关胁
關脇是大相撲比賽中相撲力士等級里第三高的排名稱號，屬於幕內的等級，僅次於橫綱和大關，高於小結。關脇這一個稱號起源於「大關的脇從者」。
關脇與小結被合稱為「三役」。
關脇力士的月薪為180萬円（折合港幣9萬9千多元）。

## 昇進與陷落的條件
關脇是相撲力士通過勝越成績能達到的最高排名，通常排名小結的力士在取得勝越後能晉升為關脇。在關脇勝越並不能直接晉升為大關，負越則依敗數降級為小結或前頭。
在大相撲比賽中，位處關脇的力士最少需要兩名，東西各一名。雖然關脇的人數並沒有明文限制，但自前橫綱鶴竜開始，關脇的人數固定在兩名左右，在某些情況下有機會有三名或更多力士（例如令和五年七月場所的豊昇龍、若元春和大榮翔）。

### 例外條件
在關脇人數不足或過多的情況下，有機會發生破例昇進或不能昇進的情況。
平成三十一年（2019）三月場所，前頭4枚目力士逸之城取得14勝1敗的成績。由於關脇貴景勝獲昇進為大關，另一位關脇玉鷲取得5勝10敗負越，加上沒有其他滿足條件的勝越力士，獲破例在接下來的五月場所，跳過小結直接以東關脇出場。
令和五年（2023）五月場所，東小結琴之若取得8勝7敗的成績。雖然關脇霧馬山昇進為大關，但關脇仍有三位力士，加上若昇進為關脇，小結人數會不足且沒有符合條件的力士補上，因此在七月場所仍以東小結出場。

## 关胁在位记录
| 顺位 | 在位数 | 四股名       | 最高位 |
| ---- | ------ | ------------ | ------ |
| 1位  | 22场所 | 琴光喜啓司   | 大关   |
| 2位  | 21场所 | 长谷川胜敏   | 关胁   |
| 2位  | 21场所 | 琴锦功宗     | 关胁   |
| 2位  | 21场所 | 魁皇博之     | 大关   |
| 5位  | 20场所 | 武双山正士   | 大关   |
| 6位  | 17场所 | 栃东大裕     | 大关   |
| 6位  | 17场所 | 若之里忍     | 关胁   |
| 8位  | 15场所 | 贵鬥力忠茂   | 关胁   |
| 8位  | 15场所 | 名寄岩靜男   | 大关   |
| 8位  | 15场所 | 豪榮道豪太郎 | 大关   |